# Alexandru Târnovan
Alexandru Târnovan (sinh ngày 27 tháng 7 năm 1995) là một cầu thủ bóng đá người România chơi ở vị trí tiền đạo cho Hermannstadt.

## Sự nghiệp câu lạc bộ

### Steaua Bucureşti
Vào ngày 31 tháng 12 năm 2013, có thông báo rằng Târnovan đã ký hợp đồng với Steaua với bản hợp đồng trị giá €300k với câu lạc bộ Viitorul nhận được 20% với bất kỳ lần bán nào trong tương lai.

## Danh hiệu
- Steaua Bucureşti:
  - Românian Liga I: 2013–14
  - Cúp Liên đoàn: 2015–16

## Thống kê
| Câu lạc bộ          | Mùa giải            | Giải vô địch | Giải vô địch | Cúp     | Cúp       | Cúp Liên đoàn | Cúp Liên đoàn | Châu Âu | Châu Âu   | Khác    | Khác      | Tổng cộng | Tổng cộng | Tổng cộng |
| Câu lạc bộ          | Mùa giải            | Số trận      | Bàn thắng    | Số trận | Bàn thắng | Số trận       | Bàn thắng     | Số trận | Bàn thắng | Số trận | Bàn thắng | Số trận   | Bàn thắng |           |
| ------------------- | ------------------- | ------------ | ------------ | ------- | --------- | ------------- | ------------- | ------- | --------- | ------- | --------- | --------- | --------- | --------- |
| Viitorul Constanța  | 2012–13             | 6            | 0            | -       | -         | -             | -             | -       | -         | -       | -         | 6         | 0         |           |
| Viitorul Constanța  | 2013–14             | 2            | 0            | -       | -         | -             | -             | -       | -         | -       | -         | 2         | 0         |           |
| Tổng cộng           | Tổng cộng           | 8            | 0            | -       | -         | -             | -             | -       | -         | -       | -         | 8         | 0         |           |
| Steaua București    | 2013–14             | 1            | 0            | 1       | 1         | -             | -             | -       | -         | -       | -         | 2         | 1         |           |
| Steaua București    | 2015–16             | 1            | 0            | 1       | 0         | 1             | 0             | 0       | 0         | 0       | 0         | 3         | 0         |           |
| Tổng cộng           | Tổng cộng           | 2            | 0            | 2       | 1         | 1             | 0             | 0       | 0         | 0       | 0         | 5         | 1         |           |
| Gaz Metan Mediaș    | 2014–15             | 7            | 0            | 0       | 0         | 0             | 0             | -       | -         | -       | -         | 7         | 0         |           |
| Tổng cộng           | Tổng cộng           | 7            | 0            | 0       | 0         | 0             | 0             | -       | -         | -       | -         | 7         | 0         |           |
| Universitatea Cluj  | 2015–16             | 8            | 0            | -       | -         | -             | -             | -       | -         | -       | -         | 8         | 0         |           |
| Tổng cộng           | Tổng cộng           | 8            | 0            | -       | -         | -             | -             | -       | -         | -       | -         | 8         | 0         |           |
| Botoșani            | 2016–17             | 1            | 1            | 0       | 0         | -             | -             | -       | -         | -       | -         | 1         | 1         |           |
| Tổng cộng           | Tổng cộng           | 1            | 1            | 0       | 0         | -             | -             | -       | -         | -       | -         | 1         | 1         |           |
| Tổng cộng sự nghiệp | Tổng cộng sự nghiệp | 26           | 1            | 2       | 1         | 1             | 0             | 0       | 0         | 0       | 0         | 29        | 2         |           |

Thống kê chính xác đến trận đấu diễn ra ngày 15 tháng 10, 2016